# Saw V
Saw V is een Amerikaanse thriller-horrorfilm uit 2008. De film is het vijfde deel uit de Saw-filmreeks en werd geregisseerd door David Hackl. Het filmscenario werd geschreven door Patrick Melton en Marcus Dunstan.

## Verhaal
Veroordeelde moordenaar Seth Baxter ontwaakt vastgeketend op een tafel onder een grote bijl dat van links naar rechts zwiert. Er wordt hem verteld dat hij vrij kan komen door zijn handen te verbrijzelen in de twee persen naast hem, maar ondanks dat hij dat doet stopt de bijl niet. Terwijl iemand door een gat in de muur naar hem kijkt, wordt hij doormidden gesneden.
FBI-agent Strahm ontsnapt uit de kamer waarin hij door rechercheur Hoffman werd opgesloten in Saw IV. Hij wordt vervolgens aangevallen door een figuur met een varkensmasker en ontwaakt met zijn hoofd vast in een glazen doos die zich met water vult. Hoffman loopt naar buiten met Corbett, de ontvoerde dochter van Jeff, op zijn armen en beweert dat zij de enige overlevenden zijn. Tot zijn grote schrik blijkt Strahm zijn val te hebben overleefd door met behulp van een pen tracheotomie op zichzelf te plegen.
Hoffman wordt gepromoveerd en krijgt waardering voor het sluiten van de Jigsaw-zaak. Hij vindt een briefje in zijn kantoor met de tekst: "Ik weet wie je bent" en hoort van de dood van agent Perez, die in Saw IV in kritieke toestand naar het ziekenhuis werd gebracht. Hoffman ontvreemdt Strahms mobiele telefoon uit de bewijskamer. Strahm vertelt in het ziekenhuis aan Hoffman dat Perez zijn naam noemde vlak voor ze stierf. Daarnaast vraagt hij zich af hoe Hoffman heeft kunnen ontsnappen uit zijn val in Saw IV. Nadat Strahm, die Hoffman wantrouwt, door zijn baas Dan Erickson met medisch verlof naar huis wordt gestuurd, neemt hij de dossiers van voormalige Jigsaw-slachtoffers mee om ze te onderzoeken en Hoffmans betrokkenheid bij Jigsaw te ontdekken.
In een ondergrondse riool ontwaken Ashley, Brit, Charles, Luba en Mallick met een halsband om hun nek, die met kabels aan een muur met messen verbonden is. De sleutels om zichzelf mee te bevrijden bevinden zich in afzonderlijke glazen dozen in de kamer. Een videoband informeert hen dat ze allemaal met elkaar verbonden zijn en dat ze om te overleven het tegenovergestelde moeten doen van wat hun instinct ingeeft. Ashley weet geen sleutel te bemachtigen en wordt onthoofd. De volgende kamer is gevuld met explosieven die zullen ontploffen als de timer afloopt, maar er zijn ruimtes in de muur die dienen als bunker. Er is een bunker te weinig en Charles wordt op de grond achtergelaten om te sterven. In de derde kamer wordt Luba vermoord door Britt, zodat zij en Mallick de vijf stroomkabels met het lijk kunnen verbinden om het elektrische circuit te volooien om de volgende deur te openen. In de laatste kamer staat een machine met daarbij vijf zagen en moeten ze tien liter bloed doneren om de laatste deur te openen. Het tweetal beseft dat ze hadden moeten samenwerken en dat niemand had hoeven sterven. De vijf slachtoffers blijken allen betrokken bij een brand waarbij acht mensen om het leven kwamen. Mallick en Britt zagen ieders een arm af om de laatste deur te openen.
Strahm ontdekt dat Seth Baxter is vermoord door Hoffman, als wraak voor het vermoorden van zijn enige zus. John Kramer ontvoerde Hoffman achteraf en chanteerde hem om hem te helpen bij het opzetten van de toekomstige spellen. Strahm concludeert dat het de bedoeling was dat iedereen behalve Corbett en Hoffman zou sterven in de vleesverwerkingsfabriek waar de spellen van Saw III en Saw IV plaatsvonden. John Kramers ex-vrouw Jill Tuck beweert dat Strahm haar stalkt. Erickson belt Strahm om hem te vragen naar zijn theorie over twee Jigsaw-medeplichtigen, maar Hoffman neemt Strahms telefoon op en hangt op.
Nadat Erickson de telefoon van Strahm heeft laten traceren, vindt hij de observatiekamer bij de spellen in het riool. Erickson vindt daar zijn eigen personeelsdossier en de telefoon, en nog een in leven zijnde Britt en Mallick. Hij schakelt medische hulp en is er van overtuigd dat Strahm een opvolger van Jigsaw is. Strahm volgt Hoffman ondertussen naar het gerenoveerde zenuwgashuis uit Saw II en vindt een tape die hem aanspoort een grote glazen kist binnen te gaan. Hij hoort iemand binnenkomen en houdt zich schuil, waarna hij er in slaagt Hoffman op te sluiten in de kist. Het blijkt een hinderlaag te zijn: de kist zakt in de grond en de muren beginnen op Strahm af te komen. Hoffman kijkt veilig vanuit zijn kist toe hoe Strahm tevergeefs probeert te ontsnappen en wordt verpletterd.

## Rolverdeling
| Acteur          | Personage                         |
| --------------- | --------------------------------- |
| Tobin Bell      | John Kramer / Jigsaw              |
| Costas Mandylor | Mark Hoffman                      |
| Scott Patterson | Agent Strahm                      |
| Betsy Russell   | Jill Tuck                         |
| Julie Benz      | Brit                              |
| Meagan Good     | Luba                              |
| Mark Rolston    | Dan Erickson                      |
| Carlo Rota      | Charles                           |
| Greg Bryk       | Mallick                           |
| Laura Gordon    | Ashley                            |
| Joris Jarsky    | Seth                              |
| Mike Butters    | Paul                              |
| Mike Realba     | agent Fisk                        |
| Samantha Lemole | Pamela Jenkins                    |
| Lyriq Bent      | agent Daniel Rigg                 |
| Athena Karkanis | agent Lindsey Perez               |
| Justin Louis    | Art Blank                         |
| Donnie Wahlberg | Eric Matthews (archief materiaal) |
| Shawnee Smith   | Amanda Young (archief materiaal)  |

## Ontvangst
Saw V werd uitgebracht op 24 oktober 2008 en werd door het publiek gemengd ontvangen. Op Rotten Tomatoes heeft de film een score van 13% op basis van 78 beoordelingen. Metacritic komt op een score van 20/100, gebaseerd op 13 beoordelingen. In 2009 werd een vervolgfilm uitgebracht onder de naam Saw VI.